# Fritz Füllenbach
Fritz Füllenbach (* 21. September 1902 in Ladenburg; † 6. November 1976 in Idar-Oberstein) war ein deutscher Arbeitsamtdirektor und Politiker der SPD. Von 1963 bis 1971 gehörte er dem rheinland-pfälzischen Landtag als Abgeordneter an.

## Leben und Beruf
Füllenbach besuchte von 1908 bis 1916 die Volksschule in Neuwied. Anschließend begann er die Lehre zum Schriftsetzer, die er mit Gesellen- und Meisterprüfung abschließen konnte. In diesem Beruf war er bis zum Beginn des Zweiten Weltkriegs tätig, in dem er im Kriegsdienst eingesetzt wurde, zuletzt als Unteroffizier. Nach dem Krieg wurde er 1945 als Hilfsangestellter bei den Arbeitsämtern in Neuwied und Koblenz eingesetzt. 1947 wurde er zum Direktor des Arbeitsamtes in Idar-Oberstein ernannt, dieses Amt bekleidete er bis zu seiner Pensionierung 1967.
Von 1920 bis 1933 gehörte Füllenbach Freien Gewerkschaft und der Arbeitersport- und Kulturbewegung in verschiedenen Funktionen an. Von 1948 bis 1952 saß er in der Pressekommission der Zeitung Freiheit. Daneben übte er weitere Funktionen aus, etwa als Richter am Landessozialgericht, als Aufsichtsratsmitglied der Obersteiner Baugenossenschaft und als Mitbegründer der Konsumgenossenschaft Oberstein sowie des Volkssportvereins Idar-Oberstein, dessen Vorsitzender er zugleich war.

## Politik
1919 trat Füllenbach in die Sozialistische Arbeiter-Jugend ein, ein Jahr später in die SPD. Von 1933 bis 1940 war er Mitglied der Deutschen Arbeitsfront. Nach dem Krieg beteiligte er sich am Wiederaufbau der SPD. Für diese gehörte er bis 1947 dem Neuwieder Stadtrat, nach seinem Wechsel nach Idar-Oberstein dem dortigen Stadtrat an. Innerhalb der SPD war Füllenbach Vorsitzender in Idar-Oberstein, Kreisvorsitzender in Birkenfeld und stellvertretender Vorsitzender des Unterbezirks Nahe-Hunsrück, er gehörte darüber hinaus dem Bezirksausschuss Rheinland/Hessen-Nassau an.
1963 wurde Füllenbach erstmals in den Mainzer Landtag gewählt. In dieser Wahlperiode gehörte er dem Petitions- und dem Grenzlandausschuss an. 1967 erfolgte seine Wiederwahl, im Parlament war er nunmehr Mitglied des Rechtsausschusses. Nach der Wahl 1971 schied er aus dem Landtag aus.
1964 war Füllenbach Mitglied der 4. Bundesversammlung, welche Heinrich Lübke im Amt des Bundespräsidenten bestätigte.

## Ehrungen
- 1971: Bundesverdienstkreuz 1. Klasse